# Suất thập
Suất thập (chữ Hán: 率十, tiếng Anh: Warrant Officer), là một chức quan võ được đặt ra vào thời Nguyễn. Suất thập thật ra gồm 2 chức. Chức Chánh đội trưởng suất thập và Đội trưởng suất thập.
Thời Nguyễn, đơn vị binh bị nhỏ nhất gọi là ngũ gồm năm người có ngũ trưởng đứng đầu. Ngũ trưởng là chức của Đội trưởng suất thập. Hai ngũ là một thập, tức 10 người, do Suất thập, tức Chánh đội trưởng suất thập chỉ huy. Theo cách phiên chế này, trong một thập, chức Suất thập đứng đầu với 2 chức Đội trưởng suất thập phụ tá, mỗi Đội trưởng suất thập chỉ huy 5 binh.
Về phẩm tước, thời Nguyễn, Giám thành Chánh đội trưởng suất thập, Chư quân Chánh đội trưởng suất thập, Cẩm y đội trưởng suất thập trật Chánh thất phẩm. Chánh đội trưởng suất thập các thành trấn đạo, Giám thành đội trưởng suất thập trật Tòng thất phẩm. Đội trưởng suất thập các thành trấn đạo trật Chánh bát phẩm.
Là chức chỉ huy thấp nhất, chức Suất thập tương tự chức Chuẩn úy (tiếng Anh: Warrant Officer) tại Tây phương ngày nay. Chức Chánh đội trưởng Suất thập có thể tương tự chức Chuẩn úy bậc 3 (tiếng Anh: Chief Warrant Officer) tại Tây phương ngày nay.
Về cấp bậc, thời Nguyễn, Suất thập là chức chỉ huy thấp nhất và trên Suất thập là Cai đội.
Về số quân, thời Nguyễn, Suất thập, tức chức Chánh đội trưởng suất thập, với sự phụ tá của Đội trưởng suất thập đội chỉ huy một thập gồm 10 lính.